# هنري نيفيل
هنري نيفيل (بالإنجليزية: Henry Neville)‏ (1620 - 22 سبتمبر 1694)؛ سياسي وروائي إنجليزي.